# Personale del campo di concentramento di Auschwitz
Il personale del campo di concentramento di Auschwitz fu impiegato dall'Ispettorato del campo di concentramento (IKL) nei vari campi del complesso concentrazionario di Auschwitz tra il maggio 1940 e il gennaio 1945 per sorvegliare e organizzare le operazioni di gestione del campo. Il personale del campo si rese autore di omicidi, crimini contro l'umanità, crimini di guerra e altri atti criminali di vario genere.

## Il personale del complesso
Complessivamente, dall'istituzione del campo di Auschwitz nel maggio 1940 fino al suo scioglimento nel gennaio 1945, furono impiegati quasi 10.000 membri delle SS per la sorveglianza sia all'interno che all'esterno del campo. L'Istituto della memoria nazionale polacco (IPN), grazie alle fonti scritte che si sono conservate, ha compilato un database di 9.686 uomini delle SS presenti nel campo di concentramento di Auschwitz. Da gennaio 2017 è attivo l'accesso alla banca dati via Internet.
A causa dei continui trasferimenti di personale, si verificò un ricambio molto frequente: in media nel complesso del campo di Auschwitz prestavano il loro servizio dai 3.000 ai 4.000 membri delle SS. Il maggior numero di membri delle SS presenti nel campo si raggiunse nel corso dell'evacuazione del gennaio 1945 con 4.481 persone, quando iniziarono le marce della morte dei prigionieri dei campi di concentramento.
Le SS del campo ricevettero dei benefici significativi: il personale del campo fu alloggiato con le loro famiglie in alloggi nel campo principale e negli edifici residenziali vicino al campo, precedentemente confiscati alla popolazione polacca locale. Nell'ambito dell'ampliamento del complesso del campo nel 1941, venne pianificato anche un insediamento separato per le SS: per "distrarsi" dalla vita quotidiana nel campo, ai membri delle SS del campo vennero offerti eventi culturali e ricreativi.

## Struttura organizzativa del complesso
Il complesso del campo di concentramento di Auschwitz comprese fino a tre campi di concentramento separati e 39 o più campi satellite. I campi satellite furono assegnati al campo di concentramento di Auschwitz I o al campo di concentramento di Monowitz (Auschwitz III).
- Il campo di Auschwitz I (campo principale) fu il primo campo di concentramento in loco dal maggio 1940 e poi fu utilizzato come centro amministrativo per l'intero complesso del campo;
- Il campo di Auschwitz II (Birkenau) fu fondato nel 1941 e fu un'unità relativamente indipendente dal novembre 1943 al novembre 1944, ma fu poi riunito di nuovo al campo principale in un'unica unità amministrativa;
- Il campo di Auschwitz III (Monowitz) fu un campo principale indipendente dal novembre 1943 al gennaio 1945.

Cronologicamente, l'organizzazione del complesso di Auschwitz può essere suddivisa in tre fasi:
- Da maggio 1940 a ottobre 1943, fu la fase di rapida espansione;
- Da novembre 1943 a novembre 1944, fu la fase di differenziazione amministrativa;
- Da fine novembre 1944 a gennaio 1945, fu la fase finale.

### Comandanti di guarnigione
I comandanti della guarnigione delle SS presente nel campo furono:
| Nome e ruolo principale | Periodo operativo come anziano nel sito di Auschwitz |
| --- | ---------------------------------------------------- |
| Rudolf Höß, comandante del campo di concentramento di Auschwitz                                                                              | maggio 1940 - novembre 1943                          |
| Arthur Liebehenschel, comandante del campo di concentramento di Auschwitz I                                                                  | novembre 1943 - maggio 1944                          |
| Rudolf Höß, capo dell'ufficio D I presso il WVHA                                                                                             | maggio - luglio 1944                                 |
| Richard Baer, comandante del campo principale Auschwitz I, dalla fine di novembre 1944 comandante anche del campo di Auschwitz II (Birkenau) | luglio 1944 - gennaio 1945                           |

I primi due comandanti della guarnigione SS ricoprirono questa posizione in aggiunta a quella di comandanti del campo principale. Nel maggio 1944, Oswald Pohl, in qualità di capo dell'Ufficio centrale economico e amministrativo delle SS (WVHA), ordinò un cambio dei comandanti dei campi del complesso concentrazionario di Auschwitz e allo stesso tempo nominò Rudolf Höß come capo reparto, che nel frattempo era divenuto capo dipartimento della WVHA. In questa veste organizzò l'Operazione Margarethe, l'omicidio di massa degli ebrei ungheresi, e fu coinvolto nell'addestramento dei comandanti di campo Richard Baer, appena insediatosi nel campo principale, e di Josef Kramer, per il campo di Birkenau. Dopo che Rudolf Höß lasciò il complesso di Auschwitz nel luglio 1944, Baer assunse anche la posizione di comandante di guarnigione.

### Struttura dei dipartimenti
Come negli altri campi di concentramento tedeschi, nei campi di Auschwitz il personale era suddiviso essenzialmente in cinque dipartimenti, che svolgevano i diversi compiti relativi ai campi. La rigida gerarchia consentì agli autori dei reati di formarsi e crescere all'interno del sistema e talvolta di essere anche in competizione tra loro. La suddivisione fra i rispettivi dipartimenti fu basata sulle dimensioni del singolo campo di concentramento.

#### Dipartimento I: Comandi
Il direttore del primo dipartimento costituiva l'autorità suprema all'interno del campo, e in quanto comandante del campo era anche il comandante delle guardie e delle altre SS.
Oltre al suo comando, erano presenti altre strutture organizzative dell'Ispettorato del campo di concentramento, cosa che garantiva che l'attività del campo e il suo personale fossero inseriti nel generale sistema di sfruttamento dei prigionieri e del loro assassinio. Il comando comprendeva anche l'ufficio per la censura postale. Nei campi satellite non vi erano comandanti, ma dei "capi del campo" subordinati al comandante del campo principale (cioè Auschwitz I o Auschwitz III).

##### Dal maggio 1940 al novembre 1943
| Nome               | Funzione             | Posizione | Periodo                           |
| ------------------ | -------------------- | --------- | --------------------------------- |
| Rudolf Höß         | Comandante del campo | Auschwitz | 4 maggio 1940 - 11 novembre 1943  |
| Josef Kramer       | aiutante             | Auschwitz | 14 maggio - 30 ottobre 1940       |
| Erich Frommhagen   | aiutante             | Auschwitz | 1 novembre 1940 - 1 novembre 1941 |
| Edmund Bräuning    | aiutante             | Auschwitz | 1 novembre 1941 - 20 giugno 1942  |
| Hanns Lanzius      | aiutante             | Auschwitz | 20 giugno - 31 agosto 1942        |
| Robert Mulka       | aiutante             | Auschwitz | 31 agosto 1942 - 30 marzo 1943    |
| Ludwig Baumgartner | aiutante             | Auschwitz | 2 aprile - 22 novembre 1943       |

Nel novembre 1943, l'Ufficio WVHA delle SS divise il comando centrale dei campi di concentramento di Auschwitz. In questo contesto, Höß fu trasferito alla WVHA di Berlino nel novembre 1943.

##### Dal novembre 1943 al gennaio 1945 - Auschwitz I (campo principale)
| Nome                 | Funzione                  | Posizione | Periodo                           |
| -------------------- | ------------------------- | --- | --------------------------------- |
| Arthur Liebehenschel | Comandante del campo      | Campo di concentramento Auschwitz I (campo principale)                                                                                | 11 novembre 1943 - 15 maggio 1944 |
| Richard Baer         | Comandante del campo      | Campo di concentramento Auschwitz I (campo principale) dalla fine di novembre 1944 campo di concentramento di Auschwitz II (Birkenau) | maggio 1944 - gennaio 1945        |
| Viktor Zoller        | aiutante                  | Campo di concentramento Auschwitz I (campo principale)                                                                                | 22 novembre 1943 - 25 maggio 1944 |
| Karl Höcker          | aiutante                  | Campo di concentramento Auschwitz I (campo principale) - "Plenipotenziario generale per il reinsediamento degli ebrei ungheresi"      | 25 maggio 1944 - 18 gennaio 1945  |
| Franz Xaver Kraus    | ufficiale di collegamento | Campo di concentramento Auschwitz I (campo principale)                                                                                | dicembre 1944 - gennaio 1945      |

##### Dal novembre 1943 al novembre 1944 – Auschwitz II (Birkenau)
| Nome                   | Funzione             | Posizione                                          | Periodo                             |
| ---------------------- | -------------------- | -------------------------------------------------- | ----------------------------------- |
| Friedrich Hartjenstein | Comandante del campo | Campo di concentramento di Auschwitz II (Birkenau) | novembre 1943 - maggio 1944         |
| Josef Kramer           | Comandante del campo | Campo di concentramento di Auschwitz II (Birkenau) | maggio - novembre 1944              |
| Johannes Schindler     | aiutante             | Campo di concentramento di Auschwitz II (Birkenau) | 22 novembre 1943 - 25 novembre 1944 |

##### Dal novembre 1943 al gennaio 1945 - Auschwitz III (Monowitz)
| Nome             | Funzione             | Posizione                                        | Periodo                         |
| ---------------- | -------------------- | ------------------------------------------------ | ------------------------------- |
| Heinrich Schwarz | Comandante del campo | Campo di concentramento Auschwitz III (Monowitz) | novembre 1943 - gennaio 1945    |
| Rudolf Orlich    | aiutante             | Campo di concentramento Auschwitz III (Monowitz) | 1 giugno 1944 - 18 gennaio 1945 |

#### Dipartimento II: Dipartimento politico (campo Gestapo)
Il noto Dipartimento II, o Dipartimento Politico, fu in grado di lavorare in modo abbastanza indipendente. Era responsabile per l'ammissione, il trasferimento, il rilascio, le punizioni e le esecuzioni dei prigionieri. Il direttore fu sempre un membro del Sicherheitsdienst delle SS o un funzionario della Gestapo o della polizia criminale. La sua posizione nella gerarchia del campo era ambivalente, poiché da un lato era soggetto alle direttive disciplinarie e amministrative del comandante del campo, ma dall'altra parte nell'esercizio delle sue funzioni era subordinato solamente ai suoi responsabili superiori nella Gestapo. I suoi compiti principali includevano la lotta ai movimenti di resistenza nel campo, la prevenzione delle fughe e dei contatti con il mondo esterno, la preparazione e la gestione dei fascicoli dei detenuti, la corrispondenza con la Gestapo, con la polizia criminale e con l'Ufficio centrale della sicurezza del Reich (RSHA).
| Nome               | Funzione                            | Posizione                           | Periodo                           |
| ------------------ | ----------------------------------- | ----------------------------------- | --------------------------------- |
| Maximilian Grabner | Direttore del Dipartimento Politico | Campo di concentramento Auschwitz I | giugno 1940 - 1 dicembre 1943     |
| Hans Schurz        | Direttore del Dipartimento Politico | Campo di concentramento Auschwitz I | 1 dicembre 1943 - 18 gennaio 1945 |

Altri membri del dipartimento politico nel campo di concentramento di Auschwitz furono: Wilhelm Boger, Perry Broad, Klaus Dylewski, Hans Stark, Johann Schoberth, Rudolf Mildner, Josef Erber, Bernhard Kristan, Wilhelm Claussen, Anton Brose, Helmut Lange, Helmut Westphal, Otto Clauss, Johann Taute, Bernhard Walter, Ernst Hofmann, Gerhard Lachmann, Ludwig Pach, Wilhelm Witowski.

#### Dipartimento III: direzione del campo di detenzione preventiva
Il capo della direzione del campo di detenzione preventiva era allo stesso tempo anche il vice comandante. Di norma, gestiva la corrispondenza ufficiale con i dipartimenti sia superiori che subordinati. Sorvegliava i lavori forzati all'interno del campo, fuori dal campo e nei sottocampi. Aveva autorità sui Kapo e sui prigionieri. 
| Nome                         | Funzione                                                      | Posizione | Periodo |
| ---------------------------- | ------------------------------------------------------------- | --- | --- |
| Karl Fritzsch                | Direttore del campo di custodia protettiva                    | Campo di concentramento di Auschwitz | 14 giugno 1940 - 1 febbraio 1942 |
| Hans Aumeier                 | Direttore del campo di custodia protettiva                    | Campo di concentramento di Auschwitz | 1 febbraio 1942 - 16 agosto 1943 |
| Heinrich Schwarz             | Direttore del campo di custodia protettiva                    | Campo di concentramento di Auschwitz | 16 agosto - 21 novembre 1943, dal novembre 1941 all'agosto 1943 Arbeitskommandoführer                                                                                |
| Franz Hofmann                | Direttore del campo di custodia protettiva                    | Campo di concentramento Auschwitz I (campo principale)                                                                                                 | 22 novembre 1943 - maggio 1944 |
| Franz Hößler                 | Direttore del campo di custodia protettiva                    | Campo di concentramento Auschwitz I (campo principale)                                                                                                 | giugno 1944 - gennaio 1945, 1941 Rapportführer, agosto 1943 - gennaio 1944 anche leader del campo di custodia protettiva, campo femminile di Auschwitz II (Birkenau) |
| Franz Xaver Maier            | Vicedirettore del campo di custodia protettiva                | Campo di concentramento di Auschwitz | 14 giugno 1940 - novembre 1941 |
| Fritz Seidler                | Vicedirettore del campo di custodia protettiva                | Campo di concentramento di Auschwitz | Dal novembre 1941 alla fine di settembre 1942, fino al marzo 1942 comandante del campo nella sezione del campo per prigionieri di guerra sovietici                   |
| Franz Hofmann                | Vicedirettore del campo di custodia protettiva                | Campo di concentramento Auschwitz I (campo principale)                                                                                                 | ? - ottobre 1943 |
| Heinrich Josten              | Vicedirettore del campo di custodia protettiva                | Campo di concentramento Auschwitz I (campo principale)                                                                                                 | ottobre 1943 - 18 gennaio 1945 |
| Paul Heinrich Theodor Müller | Vicedirettore del campo di custodia protettiva                | Campo di concentramento Auschwitz II (Birkenau) – campo femminile                                                                                      | luglio 1942 - agosto 1943 |
| Johanna Langefeld            | Sovrintendente                                                | Campo di concentramento di Auschwitz - campo femminile                                                                                                 | marzo - ottobre 1942 |
| Maria Mandl                  | Sovrintendente                                                | Campo di concentramento Auschwitz II (Birkenau) - campo femminile, anche campo di concentramento leader del servizio di lavoro Auschwitz II (Birkenau) | ottobre 1942 - novembre 1944 |
| Elisabeth Volkenrath         | Sovrintendente                                                | Campo di concentramento Auschwitz II (Birkenau) – campo femminile                                                                                      | novembre 1944 - gennaio 1945 |
| Johann Schwarzhuber          | Direttore del campo di custodia protettiva del campo maschile | Campo di concentramento di Auschwitz II (Birkenau) | 14 marzo 1942 - settembre 1944 |
| Vinzenz Schöttl              | Direttore del campo di custodia protettiva                    | Campo di concentramento di Auschwitz III (Monowitz) | luglio 1942 - gennaio 1945 |

Altro personale della direzione del campo di detenzione nel campo di concentramento di Auschwitz furono: Stefan Baretzki, Gerhard Palitzsch, Ludwig Plagge, Oswald Kaduk, Bruno Schlage, Therese Brandl, Hildegard Lächert, Johanna Bormann, Margot Drechsel, Irma Grese, Emma Zimmer, Luise Danz, Alice Orlowski, Bernhard Rakers.

#### Dipartimento IIIa: Forza lavoro
Questo dipartimento fu inizialmente assegnato al Dipartimento III (la direzione del campo di detenzione preventiva). Questo dipartimento fu diretto in modo indipendente dal capo del campo di custodia protettiva E, il capo della forza lavoro. Al capo della forza lavoro erano subordinati di norma i capi del servizio di lavoro obbligatorio. Nei campi di concentramento di Auschwitz-Birkenau e nel campo di concentramento di Auschwitz-Monowitz non esisteva un dipartimento indipendente IIIa. I locali direttori del servizio di lavoro obbligatorio erano subordinati al capo del campo di detenzione preventiva E del campo principale.
| Nome             | Funzione                                  | Posizione                            | Periodo                     |
| ---------------- | ----------------------------------------- | ------------------------------------ | --------------------------- |
| Jakob Fries      | capo del servizio di lavoro obbligatorio  | Campo di concentramento di Auschwitz | maggio 1942 - dicembre 1943 |
| Heinrich Schwarz | Capo del campo di detenzione preventiva E | Campo di concentramento di Auschwitz | aprile 1942 - agosto 1943   |
| Max Sell         | Capo del campo di detenzione preventiva E | Campo di concentramento di Auschwitz | agosto 1943 - gennaio 1945  |

#### Dipartimento IV: Amministrazione
Al vertice ci fu il direttore amministrativo delle SS. Il dipartimento IV regolava la fornitura di vestiti e cibo. Qui venivano gestiti anche i beni confiscati ai prigionieri.
| Nome           | Funzione                 | Posizione                            | Periodo                         |
| -------------- | ------------------------ | ------------------------------------ | ------------------------------- |
| Max Meyr       | direttore amministrativo | Campo di concentramento di Auschwitz | 1 giugno - 1 ottobre 1940       |
| Rudolf Wagner  | direttore amministrativo | Campo di concentramento di Auschwitz | 1 ottobre 1940 - 15 luglio 1942 |
| Wilhelm Burger | direttore amministrativo | Campo di concentramento di Auschwitz | luglio 1942 - aprile 1943       |
| Karl Möckel    | direttore amministrativo | Campo di concentramento di Auschwitz | aprile 1943 - gennaio 1945      |

Altro personale del dipartimento amministrativo del campo di concentramento di Auschwitz: Arthur Breitwieser, Walter Dürrfeld.

#### Dipartimento V: Sanità
Il dipartimento V, i servizi sanitari, comprendeva i medici dei campi di concentramento e gli infermieri dell'infermeria. Il loro primo compito fu quello di monitorare la salute dei detenuti. Negli anni successivi, il ricovero in infermeria divenne sempre più una condanna a morte. Furono sperimentate le uccisioni per mezzo di iniezioni di fenolo insieme ad altri esperimenti medici fatali, e nella caserma dell'infermeria altre operazioni non necessarie ai fini dell'addestramento. Dopo l'omicidio dei detenuti, il medico del campo e della guarnigione delle SS rilasciò i certificati di morte per cause naturali. Organizzò l'immediata cremazione dei morti, inizialmente effettuata in un crematorio fuori dal campo e solo successivamente nel crematorio del campo. Per il personale delle SS, il medico del campo fu anche il medico della guarnigione locale.
| Nome              | Funzione              | Posizione                            | Periodo                            |
| ----------------- | --------------------- | ------------------------------------ | ---------------------------------- |
| Max Popiersch     | Capo medico del campo | Campo di concentramento di Auschwitz | giugno 1940 - ottobre 1941         |
| Oskar Dienstbach  | Capo medico del campo | Campo di concentramento di Auschwitz | 30 settembre 1941 - 2 marzo 1942   |
| Siegfried Schwela | Capo medico del campo | Campo di concentramento di Auschwitz | 21 marzo - 10 maggio 1942          |
| Franz von Bodmann | Capo medico del campo | Campo di concentramento di Auschwitz | maggio - 16 agosto 1942            |
| Kurt Uhlenbroock  | Capo medico del campo | Campo di concentramento di Auschwitz | 17 agosto - 1 settembre 1942       |
| Eduard Wirths     | Capo medico del campo | Campo di concentramento di Auschwitz | 1 settembre 1942 - 18 gennaio 1945 |

Altro personale del dipartimento di medicina nel campo di concentramento di Auschwitz: Josef Klehr, Emil Hantl, Herbert Scherpe, Gerhard Neubert, Ferdinand Brauner, Eduard Jambor, Friedrich Ontl, Anton Wilhelmy, Martin Wilks.

#### Dipartimento VI: Dipartimento Cultura
Il dipartimento culturale fu responsabile della cura delle truppe. Le serate di formazione e le proiezioni di film avevano lo scopo di plasmare la visione del mondo del personale del campo.
| Nome         | Funzione                           | Posizione                            | Periodo                     |
| ------------ | ---------------------------------- | ------------------------------------ | --------------------------- |
| Kurt Knittel | Capo dell'Assessorato alla Cultura | Campo di concentramento di Auschwitz | autunno 1941 - gennaio 1945 |

#### Dipartimento VII: SS-Totenkopfverbände
Le truppe formavano le vere guardie del campo di concentramento. La compagnia di guardia fu responsabile della sicurezza esterna del campo di concentramento e fu anche schierata in una certa misura all'interno del campo di concentramento. Nel campo principale del campo di concentramento Auschwitz I c'erano la I e IV compagnia di SS-Totenkopfverbände e 2 unità di personale, ad Auschwitz II (Birkenau) c'erano la VI e VIII compagnia di SS-Totenkopfverbände e anche un'unità di personale dello squadrone cinofilo, ad Auschwitz III (Monowitz) fu di stanza la V compagnia SS-Totenkopfverbände.
| Nome                   | Funzione                                    | Posizione                            | Periodo                     |
| ---------------------- | ------------------------------------------- | ------------------------------------ | --------------------------- |
| Max Gebhardt           | comandante del sito                         | Campo di concentramento di Auschwitz |                             |
| Friedrich Hartjenstein | comandante del sito                         | Campo di concentramento di Auschwitz | 1942 - novembre 1943        |
| Arthur Liebehenschel   | anziano                                     | Campo di concentramento di Auschwitz | novembre 1943 - maggio 1944 |
| Rudolf Höß             | anziano                                     | Campo di concentramento di Auschwitz | maggio - luglio 1944        |
| Richard Baer           | anziano                                     | Campo di concentramento di Auschwitz | luglio 1944 - gennaio 1945  |
| Alfred Schemmel        | Capo della 7ª compagnia di guardie delle SS | Campo di concentramento di Auschwitz | luglio 1942 - agosto 1944   |

### Ufficio centrale delle costruzioni delle Waffen-SS e della polizia
| Nome              | Funzione                 | Posizione                                          | Periodo |
| ----------------- | ------------------------ | -------------------------------------------------- | --- |
| August Schlachter | capocantiere             | Campo di concentramento di Auschwitz               | maggio 1940 - novembre 1941 |
| Karl Bischoff     | capocantiere             | Campo di concentramento di Auschwitz               | dicembre 1941 - ottobre 1943, da ottobre a novembre 1941 Bischoff assume la direzione dei lavori speciali a Birkenau                          |
| Werner Jothann    | capocantiere             | Campo di concentramento di Auschwitz               | novembre 1943 - gennaio 1945, a partire dall'aprile 1943, vicedirettore dei lavori                                                            |
| Walter Dejaco     | vicedirettore dei lavori | Campo di concentramento di Auschwitz               | 1943/44 |
| Josef Janisch     | capocantiere             | Campo di concentramento di Auschwitz II (Birkenau) | 1941– |
| Fritz Ertl        | capocantiere             | Campo di concentramento di Auschwitz II (Birkenau) | dicembre 1941 - gennaio 1943 in precedenza, collaboratori della direzione dei lavori nel campo di concentramento di Auschwitz dal maggio 1940 |

### Gestione dei forni crematori
| Nome              | Funzione           | Posizione                                                 | Periodo                    |
| ----------------- | ------------------ | --------------------------------------------------------- | -------------------------- |
| Walter Quakernack | Capo dei crematori | Campo di concentramento di Auschwitz I (campo principale) | dal 1941                   |
| Peter Voss        | Capo dei crematori | Campo di concentramento di Auschwitz II (Birkenau)        | metà 1943 - maggio 1944    |
| Otto Moll         | Capo dei crematori | Campo di concentramento di Auschwitz II (Birkenau)        | maggio - settembre 1944    |
| Erich Mußfeldt    | Capo dei crematori | Campo di concentramento di Auschwitz II (Birkenau)        | agosto 1944 - gennaio 1945 |

### Fattorie
| Nome           | Funzione               | Posizione                                     | Periodo                   |
| -------------- | ---------------------- | --------------------------------------------- | ------------------------- |
| Joachim Caesar | Gestore delle fattorie | Campo di concentramento di Auschwitz (Rajsko) | marzo 1942 - gennaio 1945 |

#### Veterinario in loco
| Nome             | Funzione            | Posizione                          | Periodo                          |
| ---------------- | ------------------- | ---------------------------------- | -------------------------------- |
| Armand Lagermann | veterinario in loco | Agricoltura del campo di Auschwitz | metà giugno 1940 - 2 marzo 1943  |
| Friedrich Turek  | veterinario in loco | Agricoltura del campo di Auschwitz | marzo 1943 - 15 agosto 1944      |
| Ludwig Boehne    | veterinario in loco | Agricoltura del campo di Auschwitz | 15 agosto 1944 - 18 gennaio 1945 |

### Medici delle SS
| Nome                | Funzione | Posizione | Periodo                          |
| ------------------- | --- | --- | -------------------------------- |
| Friedrich Entress   | medico del campo | Auschwitz III (Monowitz)                                                                                                 | dicembre 1941 - ottobre 1943     |
| Fritz Klein         | medico del campo | Campo delle donne di Auschwitz II (Birkenau), campo degli zingari, campo per le famiglie di Terezín a Auschwitz-Birkenau | dicembre 1943 - dicembre 1944    |
| Horst Fischer       | medico del campo | Campo di concentramento di Auschwitz e Auschwitz III (Monowitz)                                                          | novembre 1942 - gennaio 1945     |
| Heinz Thilo         | medico del campo | Campo di concentramento di Auschwitz e Auschwitz II (Birkenau)                                                           | Juli 1942 - ottobre 1944         |
| Bruno Kitt          | medico del campo | Auschwitz II (Birkenau), primario dell'infermeria delle detenute                                                         | giugno 1942 - gennaio 1945       |
| Erwin von Helmersen | medico del campo | Campo di concentramento di Auschwitz                                                                                     | agosto - dicembre 1943           |
| Werner Rohde        | medico del campo | Campo di concentramento di Auschwitz                                                                                     | 1942 - 1944                      |
| Hellmuth Vetter     | medico del campo | Campo di concentramento di Auschwitz                                                                                     | ottobre 1942 - 1944              |
| Georg Franz Meyer   | medico del campo | Campo di concentramento di Auschwitz                                                                                     | 1942 - 1943                      |
| Horst Schumann      | Medico del campo - Responsabile della castrazione a raggi X                                                                                        | Campo di concentramento di Auschwitz                                                                                     | autunno 1942 - estate 1944       |
| Victor Capesius     | farmacista del campo | Campo di concentramento di Auschwitz                                                                                     | febbraio 1944 - gennaio 1945     |
| Adolf Krömer        | farmacista del campo | Campo di concentramento di Auschwitz                                                                                     |                                  |
| Johann Paul Kremer  | medico del campo | Campo di concentramento di Auschwitz                                                                                     | agosto - novembre 1942           |
| Willy Frank         | dentista in seconda, poi dentista senior | Campo di concentramento di Auschwitz                                                                                     | febbraio 1943 - agosto 1944      |
| Elimar Precht       | dentista anziano | Campo di concentramento di Auschwitz                                                                                     | luglio 1944 - gennaio 1945       |
| Willi Schatz        | 2. dentista | Campo di concentramento di Auschwitz                                                                                     | gennaio - autunno 1944           |
| Erich Sautter       | Medico del campo – stazione odontoiatrica dell'infermeria delle SS                                                                                 | Campo di concentramento di Auschwitz                                                                                     |                                  |
| Josef Mengele       | Medico del campo nel campo degli zingari, infermeria dei detenuti nel campo degli uomini, ospedale delle SS, esperimenti pseudomedici sui detenuti | Auschwitz II (Birkenau)                                                                                                  | maggio 1943 - gennaio 1945       |
| Carl Clauberg       | Ginecologo, sterilizzazione sulle detenute | Campo di concentramento di Auschwitz                                                                                     | dicembre 1942 - gennaio 1945     |
| Bruno Weber         | Batteriologo, capo dell'Istituto per l'igiene delle Waffen SS                                                                                      | Campo di concentramento di Auschwitz (Rajsko)                                                                            | maggio 1943 - gennaio 1945       |
| Hans Münch          | Batteriologo presso l'Istituto per l'igiene delle Waffen SS                                                                                        | Campo di concentramento di Auschwitz (Rajsko)                                                                            | giugno 1943 - gennaio 1945       |
| Hans Delmotte       | Dottore presso l'Istituto per l'igiene delle Waffen SS                                                                                             | Campo di concentramento di Auschwitz (Rajsko)                                                                            |                                  |
| Hans Wilhelm König  | medico del campo | Campo di concentramento di Auschwitz                                                                                     | 1942 - 1944                      |
| Franz Lucas         | medico del campo | Auschwitz I (campo principale) e Auschwitz II (Birkenau)                                                                 | dicembre 1943 - fine estate 1944 |
| Heinrich Plaza      | patologo | Campo di concentramento di Auschwitz                                                                                     |                                  |
| Alfred Trzebinski   | medico del campo | Campo di concentramento di Auschwitz                                                                                     | luglio 1941 - ottobre 1941       |
| Emil Kaschub        | medico della Wehrmacht | Auschwitz I (campo principale), flemmone, febbre gialla e test sulle ustioni                                             | agosto - ottobre 1944            |

## I processi del dopoguerra
La maggior parte delle guardie furono membri dell'unità SS-Totenkopfverbande. Nel dopoguerra, ci furono numerosi procedimenti giudiziari nei loro confronti in Cecoslovacchia, Austria, Polonia, Paesi Bassi, Israele e in Germania (sia nell'ex Repubblica Democratica Tedesca che nell'ex Repubblica Federale), così come contro i comandanti delle SS e l'altro personale del campo, in particolare contro i medici del campo e contro alcuni funzionari prigionieri. I seguenti processi si svolsero in Germania, inizialmente condotti dai tribunali militari alleati:
- 1945: Processo di Bergen-Belsen. Il primo processo Bergen-Belsen davanti al tribunale militare britannico di Luneburgo, contro i capi delle SS del campo di concentramento di Bergen-Belsen dal 17 settembre al 17 novembre 1945, riguardò anche i crimini commessi nel campo di concentramento di Auschwitz. Poiché alcuni degli accusati avevano precedentemente lavorato nel campo di Auschwitz, l'incriminazione fu estesa ai crimini commessi a Bergen-Belsen, nonché ai crimini commessi nel campo di Auschwitz. Pertanto, questo processo può anche essere descritto come il primo processo di Auschwitz.
- Nel processo di Norimberga sono stati presentati, tra l'altro, i cosiddetti protocolli di Auschwitz
- 1947: Il processo Höß (11–29 marzo 1947) a Varsavia contro l'ex comandante delle SS Rudolf Höß davanti alla Corte suprema nazionale
- 1947: Processo di Auschwitz a Cracovia
- 1947–1948: processo IG Farben
- 1961: processo Eichmann, a Gerusalemme (anche se Eichmann non fu un membro del personale SS del campo di Auschwitz)
- 1963–1968: sei processi tedeschi, il processo di Francoforte (1963/1965 il 1°, 1965/1966 il 2° processo di Auschwitz, 4 processi successivi negli anni '70)
- 1948-1959: procedimento austriaco, Tribunale del popolo

In anni successivi:
- 2015: Processo a Lüneburg contro Oskar Gröning, il cosiddetto "Ragioniere di Auschwitz", dal processo del 2011 a John Demjanjuk ci fu una rivalutazione legale del favoreggiamento dell'omicidio di massa.
- 2016: Processo davanti al tribunale distrettuale di Detmold contro l'ex guardia delle SS Reinhold Hanning (poiché il difensore di Hanning aveva impugnato la sentenza emessa, la morte di Hanning nel 2017 ha comportato la chiusura del procedimento penale, tanto che la sentenza non è diventata definitiva).